# I Wish Tonight Would Never End
I Wish Tonight Would Never End è un album in studio del cantante statunitense George Jones, pubblicato nel 1963.

## Tracce
1. Lonesome Life (George Jones, George Riddle)
2. This Old, Old House (George Jones, Hal Bynum)
3. I Saw Me (Jones, Jimmie Davis)
4. Every Time I Look at You
5. I Wish Tonight Would Never End
6. Flame in My Heart (George Jones, Bernard Spurlock)
7. Ain't It Funny What a Fool Will Do (George Jones, "Country" Johnny Mathis)
8. There's No Justice (Leon Payne)
9. We Must Have Been Out of Our Minds (con Melba Montgomery) (Melba Montgomery)
10. I Can't Change Over Night (Jones, Mathis)
11. In the Shadow of a Lie (George Jones, Dick Overby)
12. Seasons of My Heart (George Jones, Darrell Edwards)